# Claudio Bigagli
Claudio Bigagli (* 8. Dezember 1955 in Montale, Provinz Pistoia) ist ein italienischer Schauspieler, Drehbuchautor und Regisseur sowie Dramatiker.

## Leben
Bigagli studierte an der Accademia d'Arte Drammatico Silvio D'Amico und begann als Theaterdarsteller unter Dario Fo; auch mit Vittorio Gassman arbeitete er zusammen. Ebenso war er als Theaterautor tätig, wobei er sich der Komödie verschrieb; ein großer Erfolg war Piccoli equivoci, auch Struzzi wurde wohlwollend aufgenommen.
Auch im Film war er seit 1976 in bedeutenden Rollen zu sehen; hier arbeitete er mit den Brüdern Taviani, Leandro Lucchetti und Gabriele Salvatores. 1998 und 2000 entstanden zwei mäßige Filme nach eigenem Drehbuch, bei denen er selbst Regie führte.

## Filmografie (Auswahl)
- 1976: Al piacere del rideverla
- 1978: Onkel Addi (Zio Adolfo in arte Führer)
- 1982: Die Nacht von San Lorenzo (La notte di San Lorenzo)
- 1982: Die Straße der Spiegel (Via degli specchi)
- 1984: Kaos
- 1984: Bianca
- 1989: Kleine Mißverständnisse (Piccoli equivoci)
- 1991: Mediterraneo
- 1992: Saras Männer (Tutti gli uomini di Sara)
- 1992: Fiorile
- 1998: Il guerriero Camillo (auch Regie)
- 2000: Commedia sexy
- 2001: Der Handlungsreisende (Il commesso viaggiatore)
- 2010: C’è chi dice no
- 2021: Der Wendepunkt (La svolta)
- 2024: M. Il figlio del secolo (Miniserie)